# Se vende (película de 1998)
Se vende (À vendre) es una película francesa dirigida por Laetitia Masson y estrenada en 1998. Estuvo protagonizada por Sandrine Kiberlain.

## Sinopsis
Luigi Primo, detective privado, inicia una investigación sobre una joven que, varios días antes su matrimonio, abandona a su futuro esposo. En el curso de la investigación, se descubrirá la vida atormentada y atípica de la joven francesa, su fuga de entre sus parientes, de su pueblo y su progresivo descenso a los infiernos.

## Ficha técnica
- Título original : A vender
- Realización y guion : Laetitia Masson
- Fotografía : Antoine Héberlé
- Música : Siegfried
- Asistiendo realizador : Antoine Santana
- Fotografía : Antoine Héberlé
- Montaje : Aïlo Auguste-Judith
- Producción : François Cuel
- País de origen :   Francia
- Lengua : francés
- Duración : 100 minutos
- Salida :   Francia :  26 de agosto   Francia
- Prohibido a los menos de 12 años en Francia.

## Reparto
- Sandrine Kiberlain : Francia Robert
- Sergio Castellitto : Luigi Primo
- Jean-François Stévenin : Pierre Lindien
- Aurore Clément : Alice
- Chiara Mastroianni : Mireille
- Mireille Perrier : Exmujer de Primo
- Samuel El Bihan : Eric Pacard
- Caroline Baehr : Marie-Pierre Chénu
- Jean-Louis Loca
- Laurence Cormerais
- Roschdy Zem : El banquier
- Didier Flamenco : el mudo
- Valérie Dréville y Frédéric Pierrot : la pareja del XVII redondeo
- Glomski Sébastien : el proxénète (Marsella)